# San Juan de Limay
San Juan de Limay è un comune del Nicaragua facente parte del dipartimento di Estelí.